# 朝鲜梾木
朝鲜梾木（学名：Swida coreana），为山茱萸科梾木属下的一个植物种。